# Eclipta liturifera
Eclipta liturifera là một loài bọ cánh cứng thuộc họ Xén tóc. Loài này được Bates mô tả năm 1873.